# تفاف (نبات)
التِفاف  أو اللِّفَاف أو التِّلْفَاف أو الجعضيض أو الحوى أو الأثيوريزة (باللاتينية: Sonchus) جنس نباتي يتبع الفصيلة النجمية أو المركبة (باللاتينية: Asteraceae) ويضم أنواعاً كثيرة معظمها حولية وبعضها معمرة. كثير من أنواع التِفاف واطنة في الوطن العربي.

## من أنواعه الواطنة في الوطن العربي
- التفاف البحري (باللاتينية: Sonchus maritima) في الشام ومصر والمغرب العربي وغرب حوض المتوسط
- التفاف البصيلي (باللاتينية: Sonchus bulbosus) في الشام ومصر والمغرب العربي وحوض المتوسط
- التفاف الجاسئ (باللاتينية: Sonchus asper) في الشام والعراق ومصر والمغرب العربي وأوروبا والقوقاز
- التِفاف الجاسئ نويع الرمادي (باللاتينية: Sonchus asper subsp. glaucescens) في الشام ومصر والمغرب العربي ومعظم مناطق أوروبا
- التفاف الزيتي أو أم الحليب [11] (باللاتينية: Sonchus oleraceus) في الشام والعراق
- التِفاف صغير الرأس (باللاتينية: Sonchus microcephalus) في الشام وإسبانيا
- التِفاف الطري (باللاتينية: Sonchus tenerrimus) في الشام ومصر والمغرب العربي وأوروبا
- التِفاف الفليني (باللاتينية: Sonchus suberosus) في الشام

## من أنواعه الأخرى[12]
- التفاف الألبي (باللاتينية: Sonchus alpinus)
- التفاف البستاني (باللاتينية: Sonchus arvensis)
- التِفاف الحمضي (باللاتينية: Sonchus acidus)
- التِفاف السبخي (باللاتينية: Sonchus palustris)
- التفاف الشعيري (باللاتينية: Sonchus capillaris) في جزر الكناري
- التفاف الصحراوي (باللاتينية: Sonchus deserticola)
- التِفاف القزم (باللاتينية: Sonchus nanus)
- التفاف الكناري (باللاتينية: Sonchus canariensis)
- التِفاف الكنيسي (باللاتينية: Sonchus kirkii)
- تفاف متكامل الأوراق (باللاتينية: Sonchus integrifolius)
- تفاف محب للماء (باللاتينية: Sonchus hydrophilus)
- التفاف المسنن (باللاتينية: Sonchus dentatus)